# Théo et Hugo dans le même bateau
Théo et Hugo dans le même bateau, conosciuto anche come Paris 05:59, è un film del 2016 diretto da Olivier Ducastel e Jacques Martineau.
Il film, inedito in Italia, ha vinto nel 2016 il premio del pubblico al Teddy Award, premio per i film a tematica LGBT del Festival internazionale del cinema di Berlino.

## Trama
Théo e Hugo sono due ragazzi parigini gay che s'incontrano in un cruising club e all'interno del quale hanno un rapporto sessuale. Usciti dal locale, i due realizzeranno che, travolti dal desiderio, si sono dimenticati di utilizzare il preservativo: questo fatto sconvolgerà la vita dei protagonisti in quanto Hugo è sieropositivo a carica non rilevabile e Théo rischia di contrarre l'HIV. Da qui inizierà un'odissea nella Parigi notturna alla ricerca della farmacia aperta.
Il film inizia alle 4:27, quando i protagonisti sono nel cruising club e finisce alle 6:00.

## Cast
Oltre ai due protagonisti compaiono Jeffry Kaplow, nei panni di un puntiglioso paziente dell'ospedale, Claire Deschamps è la virologa che visita Théo mentre Marief Guittier è l'anziana signora che incontrano sul primo metrò del mattino.

## Produzione
Il film è stato girato in quindici giorni totali incluse nove notti con un piccolo budget. Nella prima stesura, la sceneggiatura prevedeva di raccontare le vicende in 28 giorni (ovvero il tempo della cura antivirale prescritta a Théo).

## Distribuzione
Il film è stato distribuito all'estero con vari titoli quali "Paris 05:59", "Paris 05:59: Théo & Hugo" e "Théo & Hugo".
In Italia il film è ancora inedito sebbene sia stato presentato in concorso al Torino LGBT Film Festival 2016, al MIX Milano 2016 e al Florence Queer Festival 2016.

## Critica
La critica internazionale ha generalmente apprezzato il film: Leslie Felperin del The Guardian, che valuta il film con quattro stelle su cinque, sottolinea come sia un film ricco di sentimenti e coinvolgimento e lo associa a pellicole quali "Weekend" di Andrew Haigh e "Before Sunset - Prima del tramonto" di Richard Linklater. Tuttavia Thomas Sotinel de Le Monde non riesce a promuovere il film, in quanto nota come il coinvolgimento iniziale (dato dalla passione dei due protagonisti) svanisca con il procedere dei minuti attraverso scene quali la visita virologica.
I critici italiani che hanno potuto vedere il film al Festival di Berlino hanno dato un parere positivo in merito: in particolare Elena Pedoto di Everyeye scrive: "Sessualmente esplicito e per questo destinato a restare prodotto sotterraneo, di nicchia, il film dei registi francesi è un elogio scanzonato e impavido all’attrazione e all’amore. A quei momenti che all’interno di spazi e tempi definiti assumono il profilo dell’infinito." 
Inoltre Todd Reeser, ricercatore nel campo dei gender studies, nota come il film rilegge il mito di Orfeo e Euridice con due personaggi omosessuali.

## Controversie
In Messico il film doveva essere proiettato nell'ambito della manifestazione del Premio Maguey, ma a causa di intimidazioni da parte delle autorità locali la proiezione è stata annullata.

## Riconoscimenti
- 2016 - Festival internazionale del cinema di Berlino
  - Premio del pubblico al Teddy Award
- 2016 - Boston LGBT Film Festival
  - Premio del pubblico
- 2016 - Cabourg Romantic Film Festival
  - Prix Premier Rendez-vous a François Nambot e Geoffrey Couët
- 2016 - Chicago International Film Festival
  - Silver Q Hugo Award per il miglior lungometraggio
- 2016 - FilmOut San Diego, US
  - Miglior attore per François Nambot e Geoffrey Couët
  - Miglior lungometraggio internazionale
- 2016 - Guadalajara International Film Festival
  - Premio Maguey al miglior lungometraggio
- 2016 - Rencontres In&Out
  - Premio del pubblico al miglior lungometraggio
  - Nomination all' Esperluette Award